# بنخامین مونتروسو
بنخامین مونتروسو (اسپانیایی: Benjamín Monterroso‎؛ زادهٔ ۱ سپتامبر ۱۹۵۲) بازیکن و مربی فوتبال اهل گواتمالا بود.
از باشگاه‌هایی که در آن بازی کرده‌است می‌توان به باشگاه فوتبال مونیسیپال اشاره کرد.
وی همچنین در تیم ملی فوتبال گواتمالا بازی کرده‌است.